# Природоматематическа гимназия „Гео Милев“
Профилирана природоматематическа гимназия „Гео Милев“ Стара Загора, е гимназия, в която се извършва задълбочено обучение по профилите математика, информатика, биология, химия и физика.

## История
ПМГ „Гео Милев“ е наследник на първото класно девическо училище в Стара Загора, открито на 02.06.1863 година. Учебните занятия започват на 24 август 1863 г. в сградата на Свети Николското училище. Негов създател и пръв директор е Анастасия Тошева – първата жена с висше образование в Стара Загора.
Училището претърпява няколко трансформации.
През 1937 г. приема за патрон името на княгиня Мария Луиза.
След 1944 г. гимназията е преобразувана в Народна девическа гимназия, а през 1947 година приема за патрон името на видния старозагорски поет Гео Милев.
През учебната 1951/52 година е въведена поредната номерация на училищата в града и училището се именува Второ средно училище „Гео Милев“. Поради закона за по-тясна връзка на училището с живота е наречено Второ средно политехническо училище „Гео Милев“.
На 15 септември 1971 г. тържествено е открита първата учебна година в МГ „Гео Милев“.
Министерството на Народната просвета официално трансформира II СПТУ „Гео Милев“ в МГ „Гео Милев“ на 02.06.1972 година. На новата гимназия се възлага да подготви за растящите нужди на района нов тип кадри с компютърна грамотност.
Математиката се утвърждава като основна учебна дисциплина. По-късно се разкриват паралелки по биология, химия и физика (в наши дни остава само биологията) и гимназията се преименува в ПМГ „Гео Милев“.

## Прием
Кандидатстването в ППМГ „Гео Милев“ се извършва след успешно положени национален изпит по български език и литература и национален изпит по математика след завършване на 7-и клас.
Балът за класиране в ППМГ „Гео Милев“ включва:
- утроената оценка от националния изпит по математика;
- оценката от националния изпит по БЕЛ;
- оценката по математика от удостоверението за завършен VII клас;
- оценката по БЕЛ от удостоверението за завършен VII клас;

Приемът се извършва в 5 паралелки.
| Профил на паралелката            | Брой ученици | Момичета | Момчета | Изпитни предмети      | Балообразуващ предмет                  |
| Софтуерни и хардуерни науки с АЕ | 52           | -        | -       | бълг.език, математика | математика, бълг.език и литература     |
| Математика с АЕ                  | 52           | -        | -       | бълг.език, математика | математика, бълг.език и литература     |
| Природонаучен с АЕ               | 26           | -        | -       | бълг.език, математика | математика, биология и здр.образование |

В Профилирана Природоматематическа гимназия „Гео Милев“ – Ст. Загора се извършва прием на ученици в V клас.

## Известни личности, завършили ПМГ „Гео Милев“
- Койна Русева, актриса
- Устата (Иван „Рапа“), рап изпълнител – завършва гимназията през 1996 г.
- проф. Петър Вълканов – неврохирург

## Извънкласни форми
Школи по информатика; секции по баскетбол, тенис на маса, шах, бадминтон.